# 施愚
施 愚（し ぐ、中国語: 施愚; 拼音: Shī Yú; ウェード式: Shih Yü）は、清末・中華民国の政治家。字は鶴雛。号は小山。

## 事績
1898年（光緒24年）、戊戌科進士となり、翰林院で編修に任ぜられた。同年から日本・アメリカ・ドイツの各国に留学している。帰国後は戸部江西司主事に任ぜられ、1905年（光緒31年）、考察憲政大臣顧問や山東巡撫となった。1907年（光緒33年）、憲政編査館科員となり、後に度支部清理財政処総弁に転じている。1911年（宣統3年）5月、弼徳院参議となり、後に法制院副使に任ぜられた。
1912年（民国元年）に中華民国が成立すると、施愚は大総統府秘書として起用され、同年7月に法制局局長兼法典編纂会会長に任命された。1914年（民国3年）3月、約法会議副議長に任ぜられ、6月には参政院憲法起草委員会委員として、いわゆる「天壇憲法」の起草に従事している。袁世凱が皇帝即位を目論むと、1915年（民国4年）9月に施は洪憲大典籌備処委員に任ぜられ、また一等伯爵にも封じられた。しかしこのために、護国戦争後に袁が死去すると、施も皇帝即位画策の主犯として指名手配されてしまう。
後に赦され、直隷派の江蘇督軍である李純の幕僚となる。1919年（民国8年）2月には上海で行われた南北和平交渉に北方代表の1人として加わった。1925年（民国14年）8月、国憲起草委員会委員に招聘され、1927年（民国16年）1月には安国軍総司令部政治討論委員会委員を務めている。晩年は政界を離れ、北京や上海に寓居した。1930年（民国19年）、死去。享年56。

## 注
1. 1 2 3  徐主編（2007）、1041頁。
2. ↑  郭主編（1990）、53-54頁。
3. 1 2  華夏経緯網（2003）。